# Catephia endoplaga
Catephia endoplaga là một loài bướm đêm trong họ Erebidae.